# Pedro Atienza
Pedro Atienza López (Madrid, 4 de junio de 1955 - Priego de Córdoba, 21 de diciembre de 2014) fue un escritor, poeta, periodista, guionista y radiofonista español. 

## Biografía
Nacido en Madrid, se afincó junto a su familia en Alcalá de Henares a los 6 años de edad. Desde muy joven se interesa por la literatura y comienza a leer a Borges, Fernando Pessoa, César Vallejo, Dylan Thomas, Quevedo, Lope de Vega, Góngora, Conde de Villamediana, etc. En pocos años, pasó de su afición a los versos a convertirse en promesa de la poesía nacional y un maestro del soneto. En los años 80 se trasladó a Madrid, donde inicia su actividad profesional como poeta, guionista, periodista y locutor de radio. En los años 90 decidió volver a Alcalá, cerca de sus hijos Beatriz, Carlos y Manuel. Durante los últimos años de su vida, pasó una temporada en Ecuador, y posteriormente residió en Las Negras (Almería) y en la localidad de Priego de Córdoba, donde falleció en 2014 a los 59 años de edad.

## Literatura
“Fragmentos y Evocaciones” (1979) fue el título de su primer poemario y representa el símbolo materializado de su pasión literaria. Posteriormente escribiría obras como “Decir del Solitario” (Poesía), “Claves Jondas” (Poesía), “Siempre por los rincones de Alcalá” (Poesía), “La Memoria de Lug” (Ensayo), “Más Allá de Allaca” (Narrativa), ”Así dimos el Cante” (Narrativa), “Cuaderno de las Voces Póstumas” (Poesía), “La Línea del Ecuador” (Poesía), poemario escrito durante su estancia en Ecuador, etc.
En sus últimos años completó varias obras que aún no han sido publicadas: "Bahía de Las Negras" (Poesía), "Cuentos Jondos" (Cuentos), "Material de Derribo" (Poesía),  "Sonetina en Tres Movimientos" (Poesía) y "Cuaderno de la Sierra" (Poesía), libro de poemas escrito durante su etapa final en Priego de Córdoba.

### Obras literarias

#### Poesía
- Fragmentos y Evocaciones, Ediciones El Reino, Torrejón de Ardoz, 1979.[6][7]
- Decir del Solitario, Ediciones Libertarias, Madrid, 1986.[8]
- Claves Jondas, Edición Personal, Alcalá de Henares, 2000.[9]
- Siempre por los rincones de Alcalá, Ediciones Mingaseda, Alcalá de Henares, 2002.[10]
- Cuaderno de las Voces Póstumas, Fortunata y Jacinta, Madrid, 2005.[11] Obra adaptada al teatro por Joaquín Hinojosa en 2005.[12]
- La Línea del Ecuador, Ediciones Mingaseda, Alcalá de Henares, 2008.[13]
- Funambulismos Ecuatorianos, Descrito Ediciones, Madrid, 2011.[14]
- Golondrinas de ida y vuelta, Foro del Henares, Alcalá de Henares, 2024. [Póstumo]

#### Narrativa
- Más allá de Allaca, Alcalá de Henares, 1996.[15]
- Así dimos el Cante, Foro del Henares, Alcalá de Henares, 2002.[16]
- La vida a palos, Foro del Henares, Alcalá de Henares, 2015.[17] El libro fue presentado el 17 de abril de 2015 en el Teatro Salón Cervantes de Alcalá de Henares, durante el homenaje póstumo que le rindieron Imanol Arias, Natalia Menéndez, Vicente Soto Sordera, Joaquín Hinojosa, etc.[18]

## Radio, Televisión y Prensa escrita
Pedro Atienza dirigió y coordinó programas de radio y televisión de cobertura nacional, como el reconocido programa matinal “La Barraca” en Radio 3. 
Asimismo, se ejercitó como periodista en diferentes medios de comunicación nacionales e internacionales: TVE, El País, Diario de Alcalá, La Luna de Madrid, YA, Barcarola o Cuadernos del Norte, entre otros, y fue locutor de radio en emisoras como RNE o COPE.
En TVE fue guionista del espacio Primero izquierda (1991-1992), presentado por Carlos Herrera. En este programa tuvo la oportunidad de guionizar entrevistas a personajes como Margaret Thatcher, Catherine Deneuve, Jacqueline Bisset, Roger Moore, Montserrat Caballé, Diana Ross, Ursula Andress, Robert Mitchum o Christopher Reeve, a quien le transmitió su afición por el Flamenco.

## Flamenco y Gestión Cultural
Atienza fue un apasionado del Flamenco, cuya música ha influido profundamente en su poesía y ha hecho posible que sus letras sean cantadas por los más acreditados artistas flamencos y de otras músicas como: José Mercé, Vicente Soto Sordera, Ketama, Diego Carrasco, Camarón de la Isla, Tata Cedrón, Enrique Morente, entre otros. 
Ha sido coordinador de los discos: “Pessoa Flamenco” (adaptación al Flamenco de textos de Fernando Pessoa), “El Ritmo De La Sangre”, “Jondo Espejo Gitano”, “Tríptico Flamenco” y “Entre Dos Mundos”, discografía imprescindible de Vicente Soto Sordera. Ha dirigido y adaptado: “Las Horas Muertas”, primera cantata flamenca de la historia, inspirada en textos del poeta José Bergamín. Dicha cantata fue estrenada en el Teatro Albéniz de Madrid y en la Bienal de Flamenco de Sevilla. También ha dirigido y versionado para el flamenco espectáculos como “El Quijote Cantante y Sonante”, “Voces Jondas Del Exilio”, “Entre Dos Mundos”, “Huellas Jondas” y “Versos Navegables”, última versión sobre la poesía de Lope, Quevedo y Góngora.
Debido a su pasión jonda, ayudó a consagrar al ‘Café de Silverio’ como el templo madrileño del cante flamenco y fue nombrado Director de Asuntos Flamencos para Madrid, “Capital Europea de la Cultura” (1992). En 1997 coordinó el programa del ‘Año Cervantes’ y posteriormente, durante 4 años, fue director de Cultura de la Universidad de Alcalá de Henares, donde programó, entre muchos ciclos y eventos, los Encuentros de Otoño de la Universidad. En 2011, fue promotor y director del ciclo Flamenco "Jondo Jondo (Memorial Morente)", que tuvo lugar durante varias semanas en Alcalá de Henares.
Durante años, ofreció lecturas poéticas y dictó conferencias sobre Literatura, Poesía y Flamenco en innumerables espacios, librerías, auditorios y universidades.